# Bishop (Kalifornija)
Bishop je grad u američkoj saveznoj državi Kalifornija. Prema popisu stanovništva iz 2010. u njemu je živjelo 3,879 stanovnika.